# 名古屋市立緑高等学校
名古屋市立緑高等学校（なごやしりつ みどりこうとうがっこう）は、愛知県名古屋市緑区旭出にある市立の高等学校である。

## 概要
名古屋市にある公立高校で、名古屋市立高校の一つ。学科は普通科のみ。愛知県公立高等学校入学試験の群・グループは尾張1群のAグループである。丘の上に位置する。

### 校則
アルバイトは原則禁止となっている。家庭の事情によりやむを得ない場合のみ、保護者、担任とよく話した上で許可願いを指導部に提出した後、アルバイトを行うことを例外的に許可される。
また、原付・普通自動車・2輪自動車の免許取得は禁止されている。こちらも、家庭の事情によりやむを得ない場合のみ、上記同様の届出後、免許取得が例外的に許可される。

### 教育方針
1. 真理を究める人になろう
2. 心の美しい人になろう
3. 他人を認める人になろう

## 沿革
- 1969年
  - 4月1日：開校。
  - 9月1日：旧鳴海中学校にて2学期始業式を実施。
- 1970年03月31日：中校舎（管理棟）、北校舎（特別教室棟）竣工。
- 1971年03月31日：南校舎（普通教室）、北校舎（特別教室）増築。
- 1973年04月01日：学校群制度による1期生入学。市立桜台高校と名古屋12群、昭和高校と名古屋13群を組む。
- 1974年03月31日：中校舎3階（普通教室）増築。
- 1976年03月31日：中校舎・南校舎間渡廊下完成。
- 1979年03月31日：体育館完成。
- 1980年09月10日：運動場拡張整備。
- 1983年03月31日：中校舎東棟増築、格技場完成。
- 1986年03月31日：中校舎東棟3階増築。
- 1989年04月01日：複合選抜入試制度による1期生入学。尾張1群Aグループに属す。
- 1990年03月31日：中校舎東棟4階増築、校舎全面改修。
- 1991年03月31日：景観工事終了。
- 1992年03月31日：新クラブハウス完成。
- 1994年12月21日：体育館内の緞帳完成。
- 1996年08月31日：流域貯水浸透事業及びグラウンド改修工事。
- 2002年04月01日：2002年度入学生より新制服着用。
- 2001年09月01日：コンピュータ室完成。
- 2008年07月01日：普通教室及び図書館へ空調設置。
- 2010年03月26日：南校舎耐震工事、体育館外壁工事完了。
- 2011年03月28日：中校舎（管理棟）、北校舎耐震工事、体育館工事完了。
- 2012年　3月14日：北校舎教室へ空調設置。
- 2017年　3月31日：普通教室へ壁面扇風機設置。
- 2022年　2月22日：南棟及び渡り廊下トイレ改修。
- 2022年 3月31日：南棟空調を新型へ移行。
- 2024年　3月31日：北校舎改修工事完了。
- 2025年 3月31日：中棟改修工事完了。プレハブ撤去。

## 校歌
- 作詞：緑高校国語科
- 補訂：久徳高文
- 作曲：長谷川雅彦

## 学校行事
- 体育祭
- 球技大会（夏季・冬季）
- インドア選手権
- 文化祭
- 文化部発表会
- クリーンキャンペーン

## アクセス
- 名鉄名古屋本線鳴海駅 徒歩20分
- 名古屋市営バス「中旭出」・「緑高校」・「緑図書館」停留所 徒歩約5分

## 主な卒業生
- 石川英明 - 元豊明市長
- 太田忠司 - 小説家
- 下山さおり - 元名古屋テレビ放送の契約アナウンサー
- 中根英登 - 自転車競技選手
- 田中健大 - 声優